# Liste der Stationen der S-Bahn Oberösterreich

Netz der S-Bahn Oberösterreich

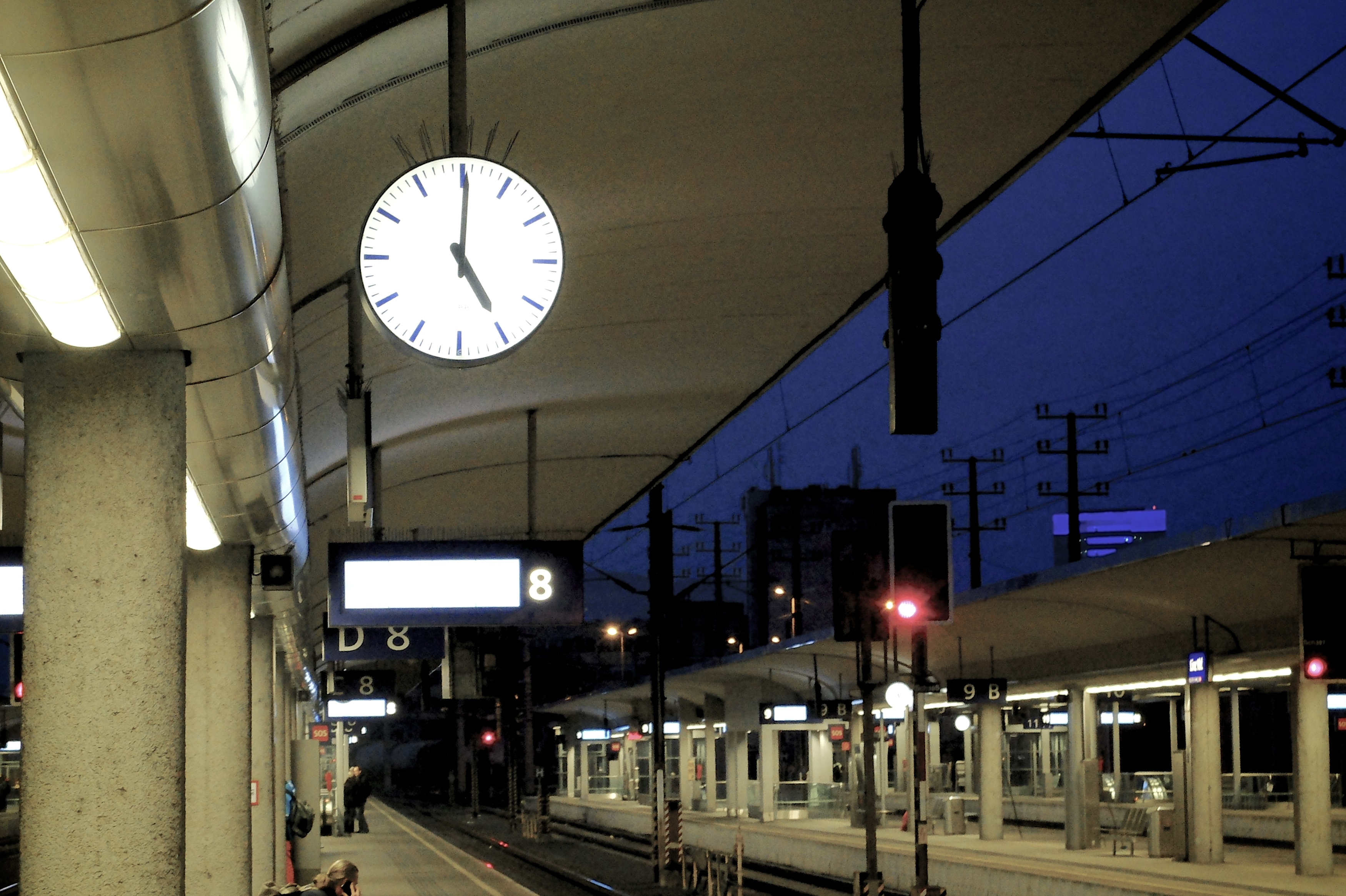
Linz Hauptbahnhof

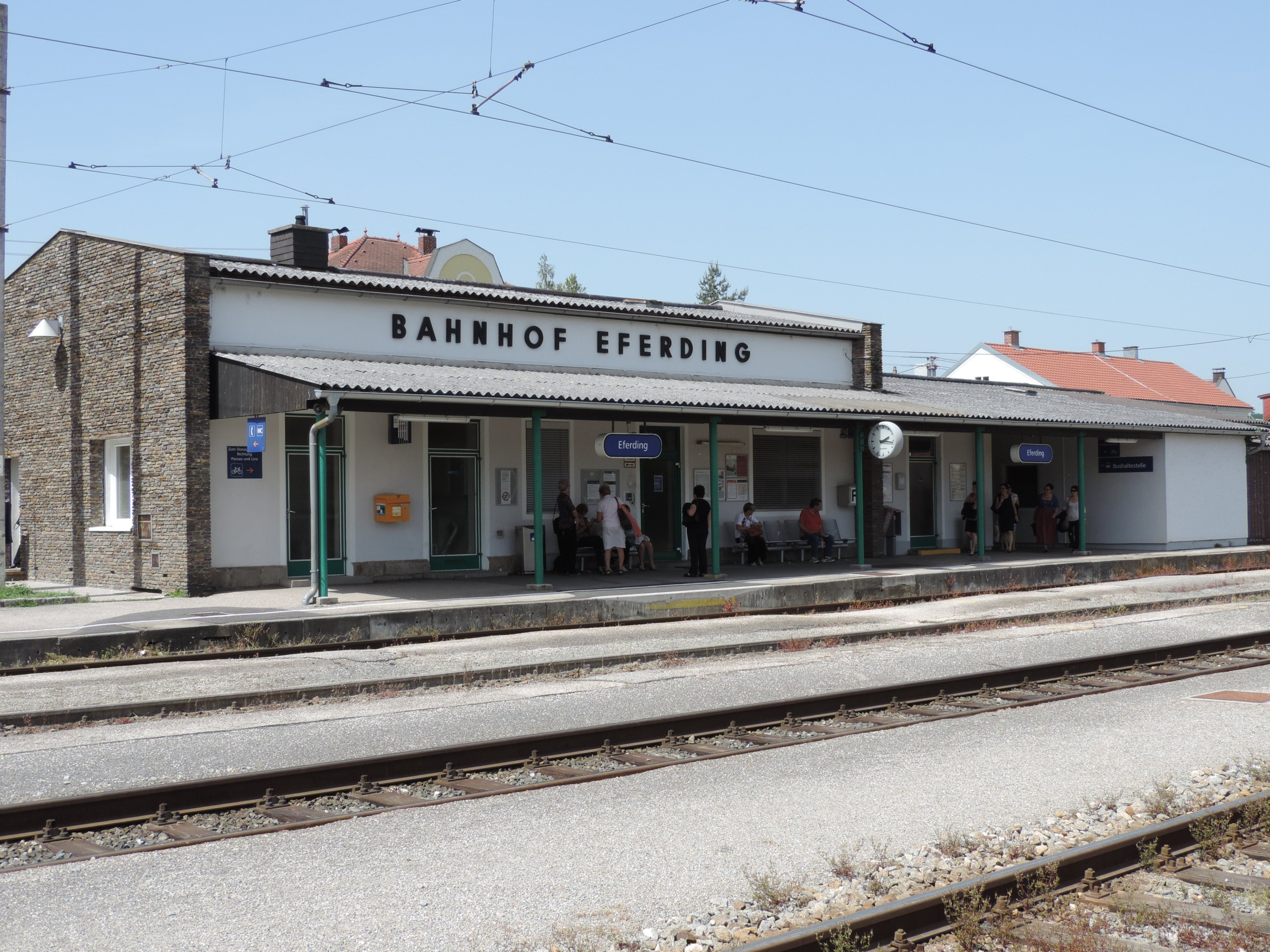
S-Bahn-Station Eferding

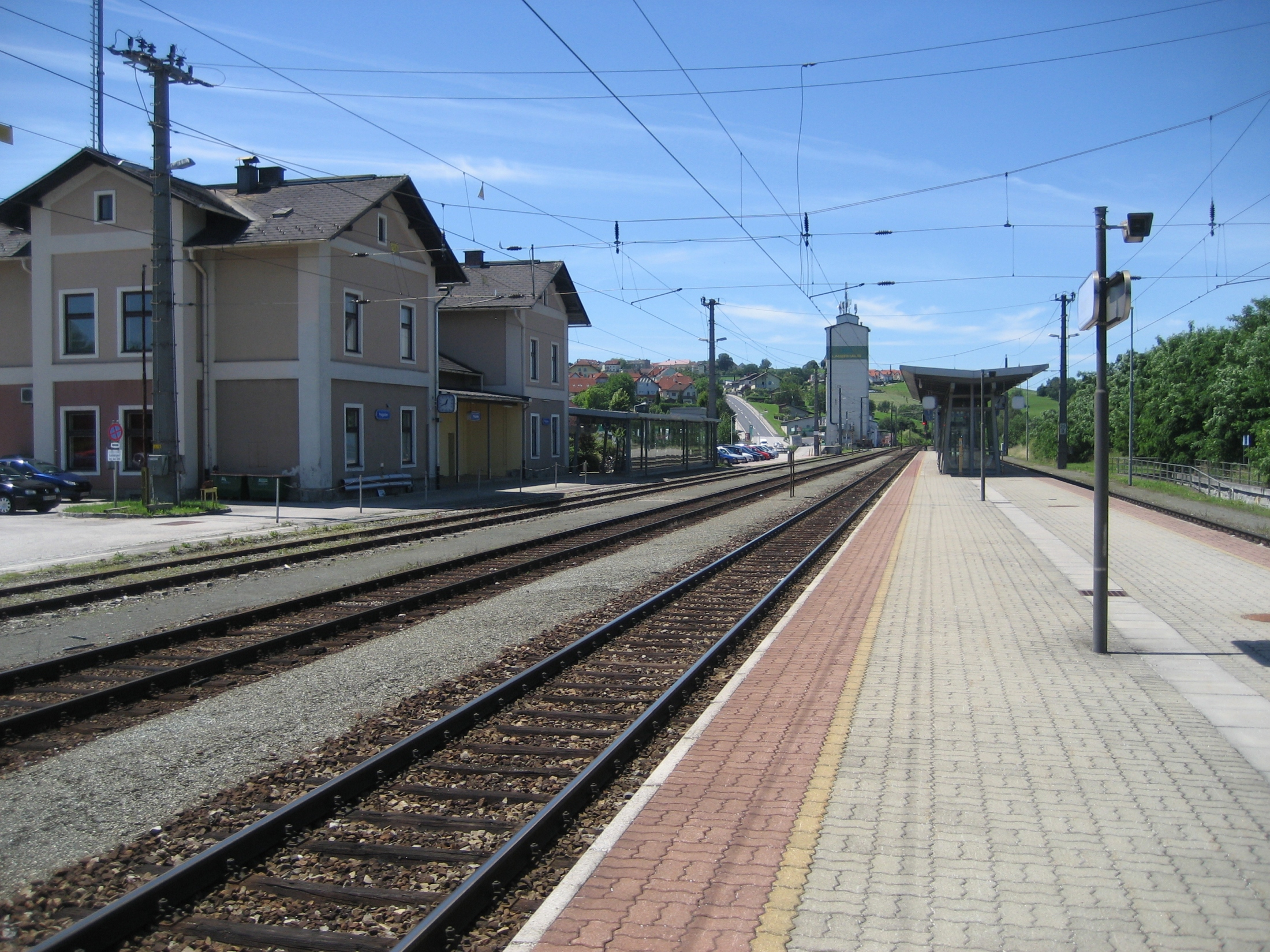
S-Bahn-Station Pregarten

Diese Liste der Stationen der S-Bahn Oberösterreich führt alle Bahnhöfe und Haltestellen auf, die von der S-Bahn Oberösterreich bedient werden. Zentraler Knoten der Netzes der S-Bahn Oberösterreich ist der Linzer Hauptbahnhof. Das System wurde am Fahrplanwechsel 2016 eingeführt und verfügt über fünf Linien, weitere zwei Linien (Linien S6 und S7) sind in Planung. Alle Stationen liegen im Gebiet des Oberösterreichischen Verkehrsverbundes (OÖVV). Die Verkehrsleistungen werden durch die Österreichischen Bundesbahnen (ÖBB) (Linien S1–S4) sowie die Linzer Lokalbahnen (LILO) (Linie S5) betrieben.
| Nummer | Stationsname            | Lage | Umsteigemöglichkeiten                                          | Umgebung/Sonstiges              |
| ------ | ----------------------- | ---- | -------------------------------------------------------------- | ------------------------------- |
| 1      | Linz Hbf                | Linz | 1 2 3 4 12 17 19 27 45 46 70 71 72 73 77 N82 N83 N84 R Xpress  | Bundesfinanzgericht Wissensturm |
| 2      | Linz Ebelsberg          | Linz | 2 11 19 N82                                                    |                                 |
| 3      | Linz Pichling           | Linz | 11 19 105                                                      |                                 |
| 4      | Asten-Fisching          |      | Postbus (Österreich)                                           |                                 |
| 5      | Enns                    |      | Postbus (Österreich) · Regional-Express#Österreich             |                                 |
| 6      | Ennsdorf                |      | Postbus (Österreich) · Öffentlicher Personennahverkehr in Wien |                                 |
| 7      | St. Valentin            |      | R                                                              | [ 6 ]                           |
| 8      | Herzograd               |      | Regional-Express#Österreich                                    |                                 |
| 9      | Ernsthofen              |      | Postbus (Österreich)                                           |                                 |
| 10     | Dorf/Enns               |      | Postbus (Österreich)                                           |                                 |
| 11     | Ramingdorf/Haidershofen |      | Postbus (Österreich)                                           |                                 |
| 12     | Steyr-Münichholz        |      | Stadtbus-Steyr                                                 |                                 |
| 13     | Steyr Bahnhof           |      | Stadtbus-Steyr                                                 |                                 |
| 14     | Garsten                 |      | Postbus (Österreich)                                           |                                 |

| Nummer | Stationsname | Lage | Umsteigemöglichkeiten                                         | Umgebung/Sonstiges              |
| ------ | ------------ | ---- | ------------------------------------------------------------- | ------------------------------- |
| 1      | Linz Hbf     | Linz | 1 2 3 4 12 17 19 27 45 46 70 71 72 73 77 N82 N83 N84 R Xpress | Bundesfinanzgericht Wissensturm |
| 2      | Leonding     |      | 19 191 194                                                    |                                 |
| 3      | Pasching     |      |                                                               |                                 |
| 4      | Hörsching    |      | Postbus (Österreich)                                          |                                 |
| 5      | Oftering     |      | Postbus (Österreich)                                          |                                 |
| 6      | Marchtrenk   |      | Postbus (Österreich) · Regional-Express#Österreich            |                                 |
| 7      | Wels Hbf     | Wels | WELS LINIEN 1, 2, 3, 4, 15, 16 R                              | [ 9 ]                           |

| Nummer | Stationsname                  | Lage        | Umsteigemöglichkeiten                                         | Umgebung/Sonstiges              |
| ------ | ----------------------------- | ----------- | ------------------------------------------------------------- | ------------------------------- |
| 1      | Linz Hbf                      | Linz        | 1 2 3 4 12 17 19 27 45 46 70 71 72 73 77 N82 N83 N84 R Xpress | Bundesfinanzgericht Wissensturm |
| 2      | Linz Franckstraße             | Linz        | 25 27                                                         |                                 |
| 3      | Steyregg                      |             |                                                               |                                 |
| 4      | Pulgarn                       |             | Postbus (Österreich)                                          |                                 |
| 5      | St. Georgen an der Gusen      | St. Georgen | Postbus (Österreich)                                          |                                 |
| 6      | St. Georgen an der Gusen Hst. | St. Georgen | Postbus (Österreich)                                          |                                 |
| 7      | Lungitz an der Gusen          |             | Postbus (Österreich)                                          |                                 |
| 8      | Katsdorf                      |             |                                                               |                                 |
| 9      | Gaisbach/Wartberg             |             | Postbus (Österreich)                                          |                                 |
| 10     | Schloss Haus                  |             | Postbus (Österreich)                                          |                                 |
| 11     | Pregarten                     |             | R                                                             |                                 |

| Nummer | Stationsname          | Lage  | Umsteigemöglichkeiten                                                       | Umgebung/Sonstiges              |
| ------ | --------------------- | ----- | --------------------------------------------------------------------------- | ------------------------------- |
| 1      | Linz Hbf              | Linz  | 1 2 3 4 12 17 19 27 45 46 70 71 72 73 77 N82 N83 N84 R Xpress               | Bundesfinanzgericht Wissensturm |
| 2      | Linz Oed              | Linz  | 25                                                                          |                                 |
| 3      | Linz Wegscheid        | Linz  |                                                                             |                                 |
| 4      | St. Martin bei Traun  |       | Postbus (Österreich)                                                        |                                 |
| 5      | Traun                 | Traun | Regional-Express#Österreich · InterCity (Österreich) · Postbus (Österreich) |                                 |
| 6      | Ansfelden             |       | Postbus (Österreich)                                                        |                                 |
| 7      | Nettingsdorf          |       | Postbus (Österreich)                                                        | Papierfabrik                    |
| 8      | Nöstlbach St. Marien  |       | Postbus (Österreich)                                                        |                                 |
| 9      | Neuhofen an der Krems |       | Regional-Express#Österreich · InterCity (Österreich) · Postbus (Österreich) |                                 |
| 10     | Kematen an der Krems  |       | Regional-Express#Österreich · Postbus (Österreich)                          |                                 |
| 11     | Rohr-Bad Hall         |       | Regional-Express#Österreich · InterCity (Österreich) · Postbus (Österreich) |                                 |
| 12     | Kremsmünster          |       | Regional-Express#Österreich · InterCity (Österreich) · Postbus (Österreich) |                                 |
| 13     | Wartberg an der Krems |       | Regional-Express#Österreich · Postbus (Österreich)                          |                                 |
| 14     | Nußbach               |       |                                                                             |                                 |
| 15     | Schlierbach           |       | Regional-Express#Österreich · Postbus (Österreich)                          |                                 |
| 16     | Kirchdorf             |       | Regional-Express#Österreich · InterCity (Österreich) · Postbus (Österreich) |                                 |

| Nummer | Stationsname           | Lage     | Umsteigemöglichkeiten                                         | Umgebung/Sonstiges              |
| ------ | ---------------------- | -------- | ------------------------------------------------------------- | ------------------------------- |
| 1      | Linz Hbf               | Linz     | 1 2 3 4 12 17 19 27 45 46 70 71 72 73 77 N82 N83 N84 R Xpress | Bundesfinanzgericht Wissensturm |
| 2      | Untergaumberg          | Leonding | 3 4 12 70 71 N84                                              |                                 |
| 3      | Leonding               | Leonding | 19 191 194                                                    |                                 |
| 4      | Straßfeld              | Leonding | Postbus (Österreich)                                          |                                 |
| 5      | Bergham                |          |                                                               |                                 |
| 6      | Am Dürrweg             |          | 17                                                            |                                 |
| 7      | Rufling                |          | 17                                                            |                                 |
| 8      | Dörnbach-Hitzing       |          | 17                                                            |                                 |
| 9      | Thurnharting           |          |                                                               |                                 |
| 10     | Kirchberg-Thürnau      |          |                                                               |                                 |
| 11     | Straßham Schönering    |          |                                                               |                                 |
| 12     | Straßham Wehrgasse     |          | Postbus (Österreich)                                          |                                 |
| 13     | Alkoven                |          |                                                               |                                 |
| 14     | Alkoven Schule         |          |                                                               | Schule                          |
| 15     | Strass Emling          |          | Postbus (Österreich)                                          |                                 |
| 16     | Fraham                 |          |                                                               |                                 |
| 17     | Unterhillinglah        |          | Postbus (Österreich)                                          |                                 |
| 18     | Eferding Gewerbegebiet | Eferding | Postbus (Österreich)                                          | Gewerbegebiet Eferding          |
| 19     | Eferding               | Eferding | R                                                             |                                 |